# Codex Palatinus germanicus 3

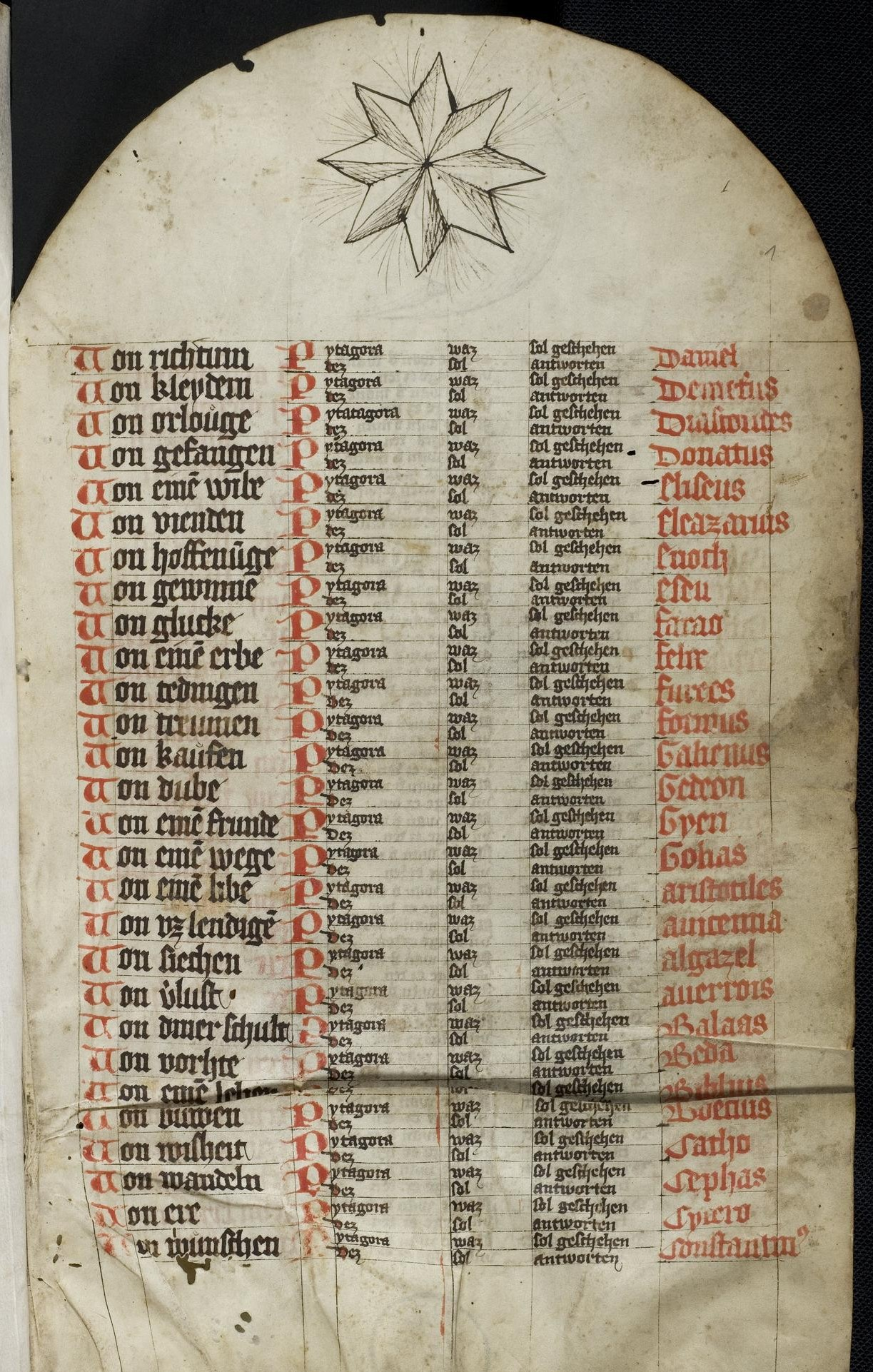
Cod. Pal. germ. 3, Blatt 1r

Der Codex Palatinus germanicus 3 ist eine spätmittelalterliche Handschrift der ehemaligen Bibliotheca Palatina in Heidelberg. Der Codex gehört zu den Codices Palatini germanici, den deutschsprachigen Handschriften der Palatina, die seit 1816 in der Universitätsbibliothek Heidelberg aufbewahrt werden; Signatur der UB-Heidelberg und gängige fachwissenschaftliche Bezeichnung ist Cod. Pal. germ. 3 (Kurzform: Cpg 3).
Die Bilderhandschrift ist ein Mondwahrsagebuch, entstanden um 1400, vermutlich in Heidelberg.

## Beschreibung

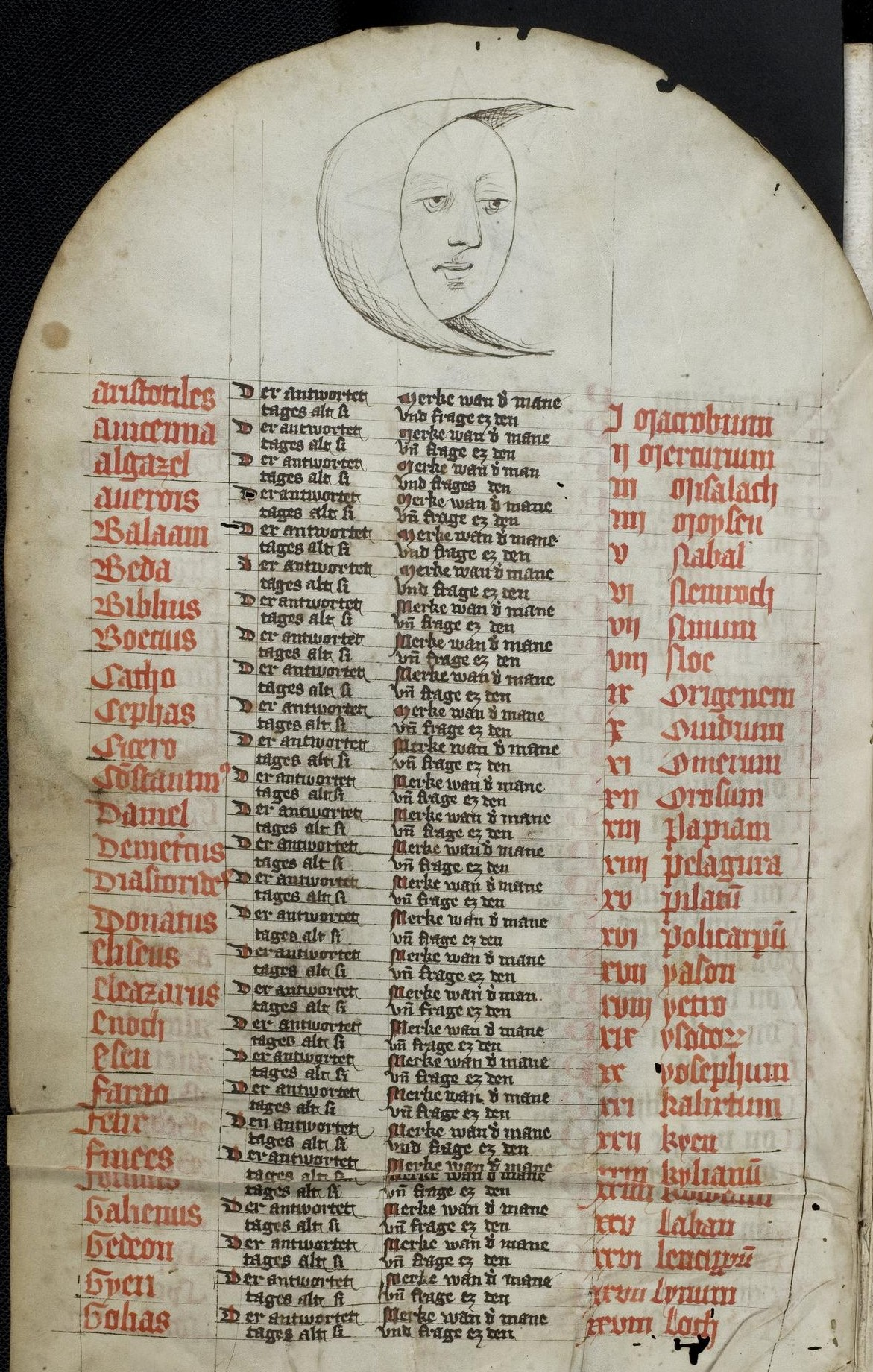
Cod. Pal. germ. 3, Blatt 1v

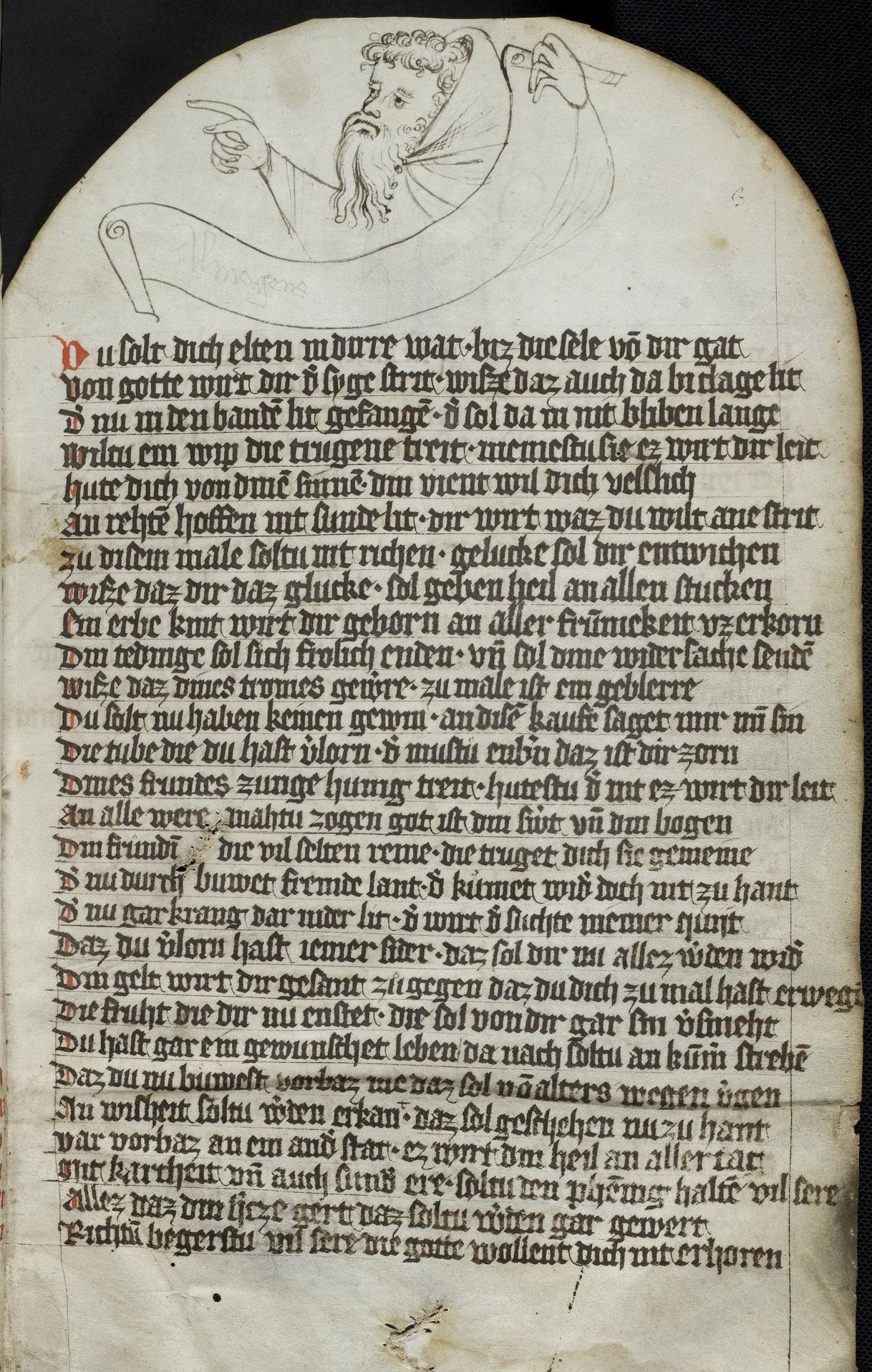
Cod. Pal. germ. 3, Blatt 3r

Der Codex ist eine Pergamenthandschrift mit 16 beschriebenen Blättern, hinzu kommen je drei unbeschriebene Papierblätter nach dem Vorderspiegel und vor dem Hinterspiegel. Die Foliierung des 17. Jahrhunderts zählt die 16 beschriebenen Pergamentseiten (Blätter 1r–16v); die vorderen und hinteren Papierblätter sind mit moderner Zählung versehen (Blätter 1r*–3v* und 4r*–6v*).
Die Blattgröße des Codex beträgt 34,5 × 20,5 cm, dabei ist ein Schriftraum von 22 × 17 cm beschrieben mit 28 Zeilen pro Seite; mit Tinte ist ein Zeilengerüst vorgezeichnet. Die Blätter sind in der Höhe von 25 cm oben halbkreisförmig abgerundet. Die ersten beiden Blätter (1r–2v) sind dreispaltig angelegte Tabellen; die Blätter 3r–16v haben durchgehenden Text mit jeweils einem Reimpaar pro Zeile.
Durchgehende Schriftform ist eine Textura von zwei Händen. In den Halbkreisen oberhalb des Schriftraums finden sich etwa gleichzeitig angelegte Miniaturen von einer dritten Hand: Auf den ersten beiden Blättern Darstellungen der Sonne (Blatt 1r) und des Mondes (1v–2v, figurativ: Halbmond mit Gesichtsdarstellung). Auf den folgenden Blättern sind dort Federzeichnungen der Weisen und Propheten angelegt; ausgeführt, teilweise skizzenhaft, aber noch deutlich erkennbar auf den Blättern 3r, 3v, 5v, 6r, 7v, 8r, 13v, 14v, 15r, 15v, auf den übrigen Blättern, abgesehen von mit Tinte geschriebenen Namen, gar nicht erkennbar.
Die Handschrift hat einen römischen Pergamenteinband aus dem 17. Jahrhundert.

## Herkunft
Die Handschrift wurde vermutlich gegen Ende des 14. Jahrhunderts abgefasst und wahrscheinlich von Kurfürst Ludwig III. von der Pfalz (1378–1436) erworben. Der Inventar-Eintrag „Ein Loß buch vff pergament geschrieben“ der jüngeren Schlossbibliothek aus dem Jahr 1610 meint möglicherweise dieses Exemplar.
Die Schreibsprache ist südrheinfränkisch.
Auf Blatt 16v findet sich die alte römische Signatur 1830. Wie die anderen Handschriften der kurfürstlich-pfälzischen Bibliotheken kam der Codex nach der Eroberung der Kurpfalz im Dreißigjährigen Krieg 1622 nach Rom in den Besitz der Vatikanischen Bibliothek und wurde mit den anderen deutschsprachigen Beständen der Palatina im Rahmen der Regelungen während des Wiener Kongresses erst 1816 nach Heidelberg zurückgeführt.

## Inhalte
Die Handschrift enthält auf den Blättern 1r–16v ein Mondwahrsagebuch (Losbuch), eine Schrift mit Vorhersagungen, die aus dem 28-tägigen Mondmonat hergeleitet wurden, auf den Blättern 1r–2v in Form von Anweisungstabellen, auf den folgenden Blättern in Form von Reimpaarzeilen.